# モンスターケーブル
モンスターケーブル（英語: Monster Cable）は、1979年にアメリカ合衆国カリフォルニア州サウスサンフランシスコに創設した音響機器企業。創設者はノエル・リー。モンスターケーブル社が発売するモンスターケーブルは高音質伝送が可能であることが有名。様々な場面で使用されるがハリウッド映画の製作現場にも使われている。正規輸入店はオンキヨーマーケティング、イース・コーポレーション、完実電気など。

## 構造
モンスターケーブルは構造を改良することにより高音質伝送を可能としている。

### バンドウィズスバランス構造
均一でない周波数の電気信号を導体内が流れるとき、高い周波数の信号ほど、導体の外側を通るという性質からケーブル内部で電気信号の周波数別に2ないし3に分割し、伝送している。低周波数は中心の導体を通り、高周波数はその導体の周りを束ねる形で通る。これにより伝送しにくい周波数帯域の音が伝送しやすくなったり、音源により近いバランスの取れた音を伝送することが可能となる。

### タイムコレクト構造
電気信号を伝送する際にかかる時間は周波数ごとによって変わってくる。一般に高周波なほど伝送に掛かる時間は短く、低周波なものは時間は長い。その時間のずれを解消するのがタイムコレクト構造。高周波帯が流れる導体を低周波帯が流れる導体の周りに巻きつけることにより導体の流れる時間を長くなることによってこの時間差を埋めている。
他にもRCA端子においてターバインプラグ（ターバインはタービンの米語読み）という斜めに分割された切れ込みが入ったプラグ（抜き差しする際にひねりながらする必要があるが密着度が高まる、抜き差しどちらも同じ方向にひねる）を使ったり中心のピンに切れ込みを入れたり、また線材を理想に近いものを使うなど様々な工夫がなされている。

## ヘッドホン
2009年よりヘッドホン・イヤホン市場に参入している。ミュージシャンとのコラボレーションモデルを中心に展開している。